# Rouvraie de la Moixina
La rouvraie de la Moixina et les marais de la Deu et sont une forêt humide composée de chênes rouvres en milieu marécageux, 
située sur la commune catalane d'Olot, dans la comarque de la Garrotxa. Ils se trouvent dans le Parc naturel de la Zone volcanique de la Garrotxa.
La zone a été classée comme réserve d'intérêt géo-botanique en raison de la variété de la flore et de la faune qui y a été recensée.